# Wumuïta
La wumuïta és un mineral de la classe dels òxids. Rep el nom del riu Wumu, a la República Popular de la Xina, proper a la localitat tipus.

## Característiques
La wumuïta és un òxid de fórmula química KAl0.33W2.67O9. Va ser aprovada com a espècie vàlida per l'Associació Mineralògica Internacional l'any 2018, sent publicada per primera vegada el 2020. Cristal·litza en el sistema hexagonal. La seva duresa a l'escala de Mohs es troba entre 5 i 6.
Les mostres que van servir per a determinar l'espècie, el que es coneix com a material tipus, es troben conservats al Museu Geològic de la Xina, amb el número de registre: m13782; i al laboratori d'estructura cristal·lina de la Universitat xinesa de Geociències, amb el número de catàleg: no.ny-6-2z; totes dues institucions a Beijing (Xina).

## Formació i jaciments
Va ser descoberta a Nanyang, dins el comtat de Huaping (Yunnan, República Popular de la Xina), on es troba en forma de cristalls tabulars hexagonals de color verd clar de fins a 0,3 mm de diàmetre. Es tracta de l'únic indret de tot el planeta on ha estat descrita aquesta espècie mineral.